# Naďa Urbánková
Naďa Urbánková, född 30 juni 1939 i Nová Paka, protektoratet Böhmen-Mähren, död 3 februari 2023 i Prag, Tjeckien, var en tjeckisk sångare och skådespelare.
Hon började skådespela 1959 och fick ett större genombrott på 1960-talet med den musikaliska filmen Kdyby tisíc klarinetu. Hon medverkade sedan bland annat i några av Jiří Menzels filmer. Som sångare fick hon stora hitlåtar med "Závidím" som var en tjeckisk version av "Il ragazzo della via Gluck" ("Lyckliga gatan"), samt "Drahý muj" i duett med Jirí Grossmann. Under 1970-talet tilldelades hon musikpriset Zlatý slavík ("gyllene näktergalen") fem år i rad.

## Filmografi, urval
- 1966 – Låt tågen gå
- 1968 – Pension pro svobodné pány
- 1969 – Lärkmarionetter
- 1977 – Sommarstället